# 2. ŽNL Dubrovačko-neretvanska 2005./06.
2. ŽNL Dubrovačko-neretvanska u sezoni 2005./06. je predstavljala drugi stupanj županijske lige u Dubrovačko-neretvanskoj županiji, te ligu petog stupnja hrvatskog nogometnog prvenstva. 
Sudjelovalo je deset klubova.

## Momčadi
- Dubrovnik 1919 – Dubrovnik
- Faraon – Trpanj
- Grk – Potomje
- Iskra – Janjina
- Jadran 1929 – Smokvica
- Omladinac – Lastovo
- Ponikve – Ponikve
- Putniković – Putniković
- Rat – Kuna Pelješka
- SOŠK 1919 – Ston

## Unutrašnje poveznice
- 2. ŽNL Dubrovačko-neretvanska
- 1. ŽNL Dubrovačko-neretvanska 2005./06.